# 16259 Housinger
16259 Housinger è un asteroide della fascia principale. Scoperto nel 2000, presenta un'orbita caratterizzata da un semiasse maggiore pari a 2,6868418 UA e da un'eccentricità di 0,1642745, inclinata di 11,27516° rispetto all'eclittica.